# 西田美和
西田 美和（にしだ みわ、1967年3月17日 - ）は、東京都出身の元フィギュアスケート選手で、現在はプロフィギュアスケーター、フィギュアスケートインストラクター、振付師として活躍している。明治大学卒業。スカイコート株式会社代表取締役社長。

## 経歴
- 1975年 - 8歳の時に体育の授業でのスケート教室をきっかけにスケートを始める。
- 1990年 - インカレにて3位に入賞。大学卒業後、プロ転向してプリンスアイスワールドに所属する。
- 1993年 - ユニット「I.C.E」としてポニーキャニオンよりCDデビュー。
- 2000年 - 新横浜プリンスホテルスケートセンター専属インストラクターとなる。
- 2002年 - ユニクロ,スタッフサービス　オー人事CM 出演。
- 2004年 - ユニクロCM出演。
- 2004年 - 明治大学スケート部コーチに就任。
- 2005年 - 安藤美姫のサポートコーチを務める。
- 2006年 - 伊藤みどりのフィギュアスケート・ライフ DVDボックスジュニア.ドリーマーズ 出演。
- 2007年 - 映画スマイル　聖夜の奇跡振付、指導、出演。
- 2010年 - 映画COACHで初主演を務める。室希太郎監督作品。
- 2011年 - 映画COACH松竹よりDVD発売。
- 2012年 - DVDでもっと華麗に!魅せるフィギュアスケート 上達のコツ50 メイツ出版監修、出版。
- 2013年 - 世田谷食品「グルコサミン」CM出演。
- 2013年 - テレビ愛知開局30周年記念作品スケート靴の約束(テレビ愛知制作・テレビ東京) 振付、指導、出演。
- 2015年 - 「東京号泣教室～ROAD TO 2020～」指導、出演。
- 2016年 - ミセス日本グランプリ第９回グランプリ受賞。
- 2019年 - ドラマ　執事　西園寺の名推理　スケート指導、出演。
- 2019年 - サマージャンボPresents 氷艶hyoen2019ー月光りの如くー（2019年7月26日 - 28日、横浜アリーナ）出演。
- 2019年 - スカイコート株式会社取締役社長就任
- 2021年 - 「はじめてのマンション経営」経済界より出版
- 2021年 - 髙橋大輔主演「LUXE」（2021年5月15日-17日、横浜アリーナ）出演